# Chimeddorj Munkhbat
Chimeddorj Munkhbat (27 gennaio 1976) è un allenatore di calcio ed ex calciatore mongolo, di ruolo difensore, tecnico dell'Hunters FC.

## Carriera

### Club
Gioca dal 2000 al 2003 al Khangarid. Nel 2004 passa all'Ordiin-Od.

### Nazionale
Ha debuttato in Nazionale nel 2000. Ha collezionato in totale, con la maglia della Nazionale, 22 presenze.